# Christian Helweg-Larsen
Lars Christian "Tom" Helweg-Larsen (født 30. oktober 1860 i København, død 27. november 1934 i København) var en dansk embedsmand, der var generalguvernør i Dansk Vestindien fra 1911 til 1916.
Han var søn af etatsråd, borgmester i Københavns Magistrat L.C. Larsen og hustru født Helweg. Han var bror til Axel Liljefalk, H.F. Helweg-Larsen og Vilhelm Helweg-Larsen.
Han er begravet på Holmens Kirkegård.